# Целование руки

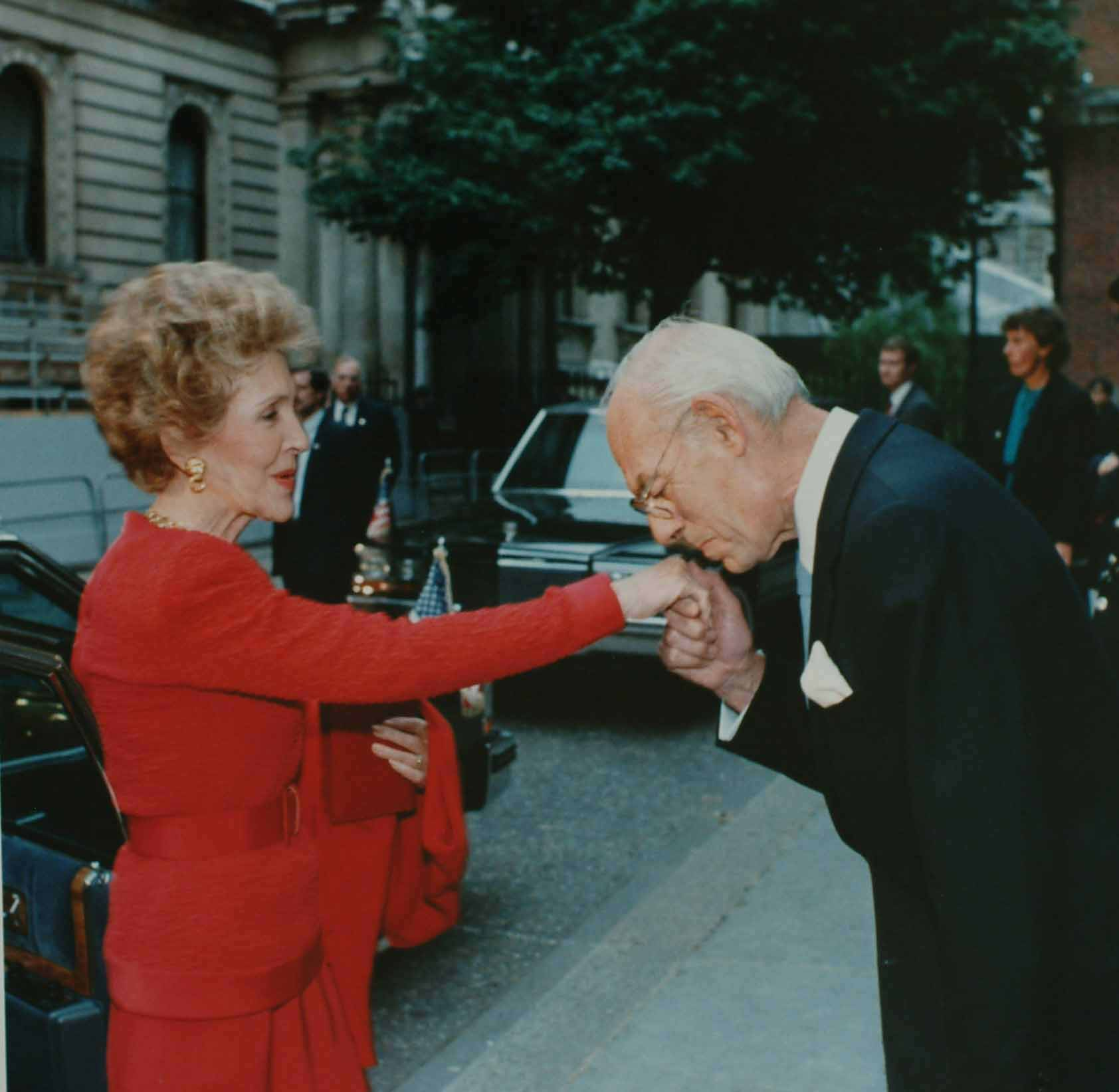
Муж премьер-министра Великобритании Маргарет Тэтчер Денис Тэтчер целует руку жене президента США Рональда Рейгана Нэнси Рейган.

Целование руки — поцелуй руки, являющийся выражением почтения.
Издавна вышестоящему лицу или женщине целовали руку в знак приветствия, тогда как равному по положению руку пожимали. Этот обычай считают заимствованным из Византии, он рано вошёл в церемониалы королевства Бургундии, Испании и империи Габсбургов. В империи Габсбургов и Неаполитанском королевстве обычай целования руки членам семьи монарха существовал дольше, чем в других западных государствах; в Священной Римской империи он был отменен только при Иосифе II.
Сначала было принято целовать руку любой женщине равного или высшего по отношению к мужчине ранга, но с XIX века руку стали целовать лишь замужним женщинам, а при приветствии девушек мужчины ограничивались поклоном. В настоящее время руку целуют вне зависимости от семейного положения женщины. При этом не принято целовать тыльную сторону ладони, также обычно не принято целовать руку вне помещения.
Целование рук женщин в одних странах, например, в Германии, происходит лишь в наиболее торжественных случаях, в других странах, в частности, в Польше он встречается часто. В современной России целование руки встречается редко.

## Поцелуй руки священника

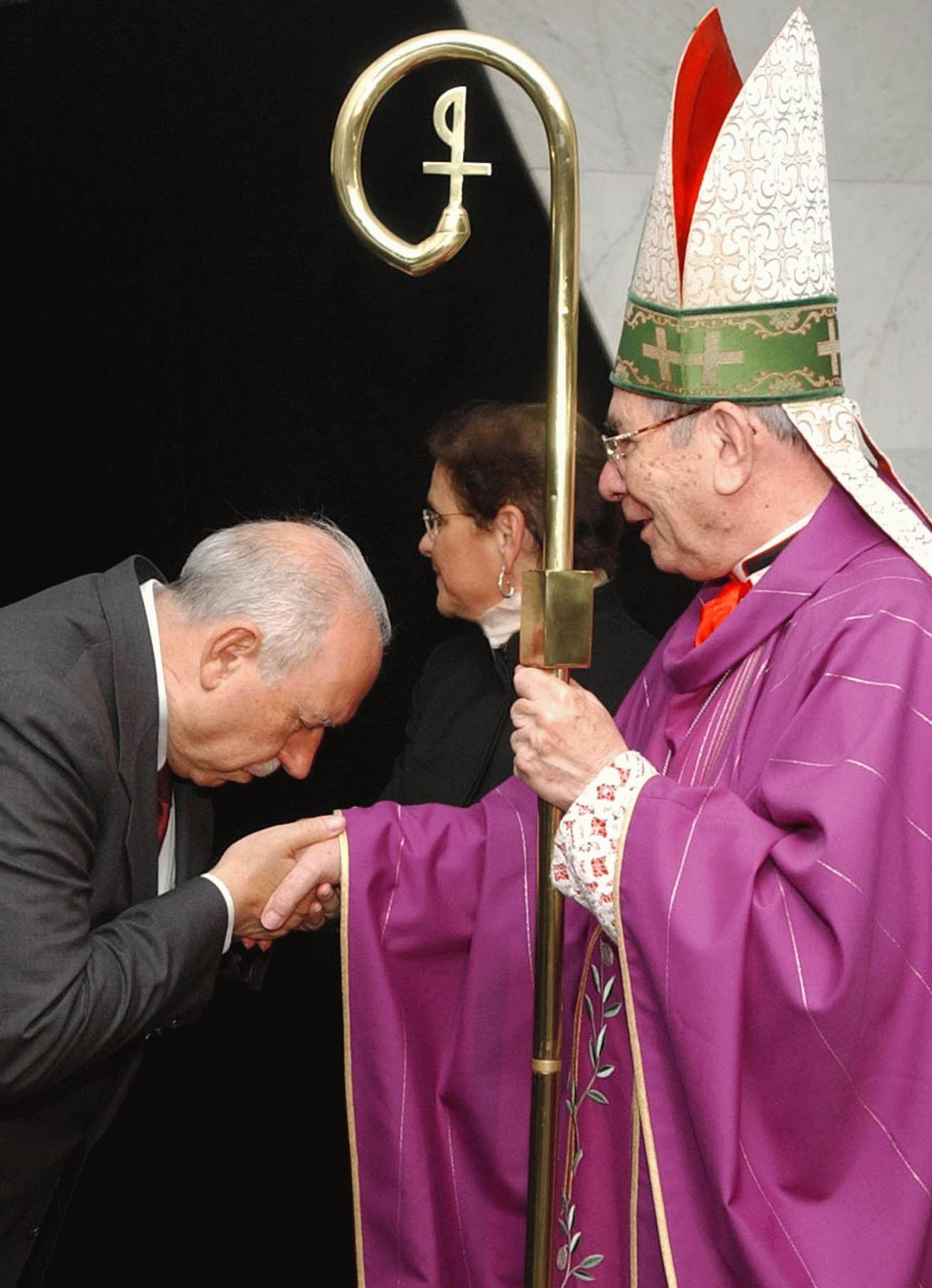
Вице-президент Бразилии Жозе Аленкар целует руку кардиналу Жозе Фрейри Фалкану.

В церковном ритуале православных и католиков принят поцелуй руки священника. Священник таким образом благословляет и именем Божьим дарует благодать.

## Поцелуй руки монарха в России
В русском церемониале поцелуй руки монарха появился еще во времена Московского царства. «Пожалование к руке» монарха означало его особую милость. При этом руку царю целовали лишь христиане,
а послов исламских стран целованием руки не жаловали, вместо этого цари им возлагали руку им на голову.
При Петре I западные дипломаты стали впервые протестовать против ритуала поцелуя руки монарху. Так, датский посланник и британский посол отказывались целовать руку Петру I, ссылаясь на то, что такого обычая нет при дворах Европы. Пётр на такое требование британского посла согласился.
При Елизавете Петровне западные послы целовали ей руку без возражений, так как она была женщиной, а поцелуй руки женщины в западной культуре был обычным делом. Однако в 1760 и 1761 годах из-за того, что жёны французского и испанского посланников отказались целовать руку у великой княгини Екатерины Алексеевны (при этом руку императрицы Елизаветы они целовали), возник дипломатический скандал, и для его разрешения от Коллегии иностранных дел потребовали собрать сведения обо всех случаях, когда «посольши» целовали руку членам императорской семьи.
Пётр III после вступления на престол распорядился «о нецеловании рук от чужестранных министров ее величеству… для избежания всяческих споров».
После прихода к власти в 1762 году Екатерины II посол Священной Римской империи заявил, что поскольку послы не целуют руку императрице Марии-Терезии, то ему целовать
руку Екатерине II также не следует. Но ему ответили, что «при здешнем дворе сие обыкновение от древних времен всегда непременно наблюдалось, и в том никогда отмены сделано не будет».
В 1768 году супруга британского посла Чарльза Каткарта должна была представиться Екатерине II, но посол был против того, чтобы она целовала руку императрице (сам посол руку императрице целовал), так как в этикете британского двора такого обычая не было (женщины руку королеве не целовали). Ему было заявлено, что он «заслужил бы осуждение за то, что привез сюда» жену и на будущее британскому королю придется «предписывать своим послам оставлять жен в Англии, или женам их в случае, если им не понравится это условие, оставаться дома» и не появляться в свете в России. В ответ посол попросил закрепить документально, чтобы не только его супруга, но впредь ни одна другая жена посла не была бы представлена императрице без целования руки, и что супруга британского посла займет в придворной иерархии наивысшее место, уступая первенство только обергофмейстерине. Эта просьба была удовлетворена, и вопрос был разрешён.